# Marinevliegkamp Schellingwoude

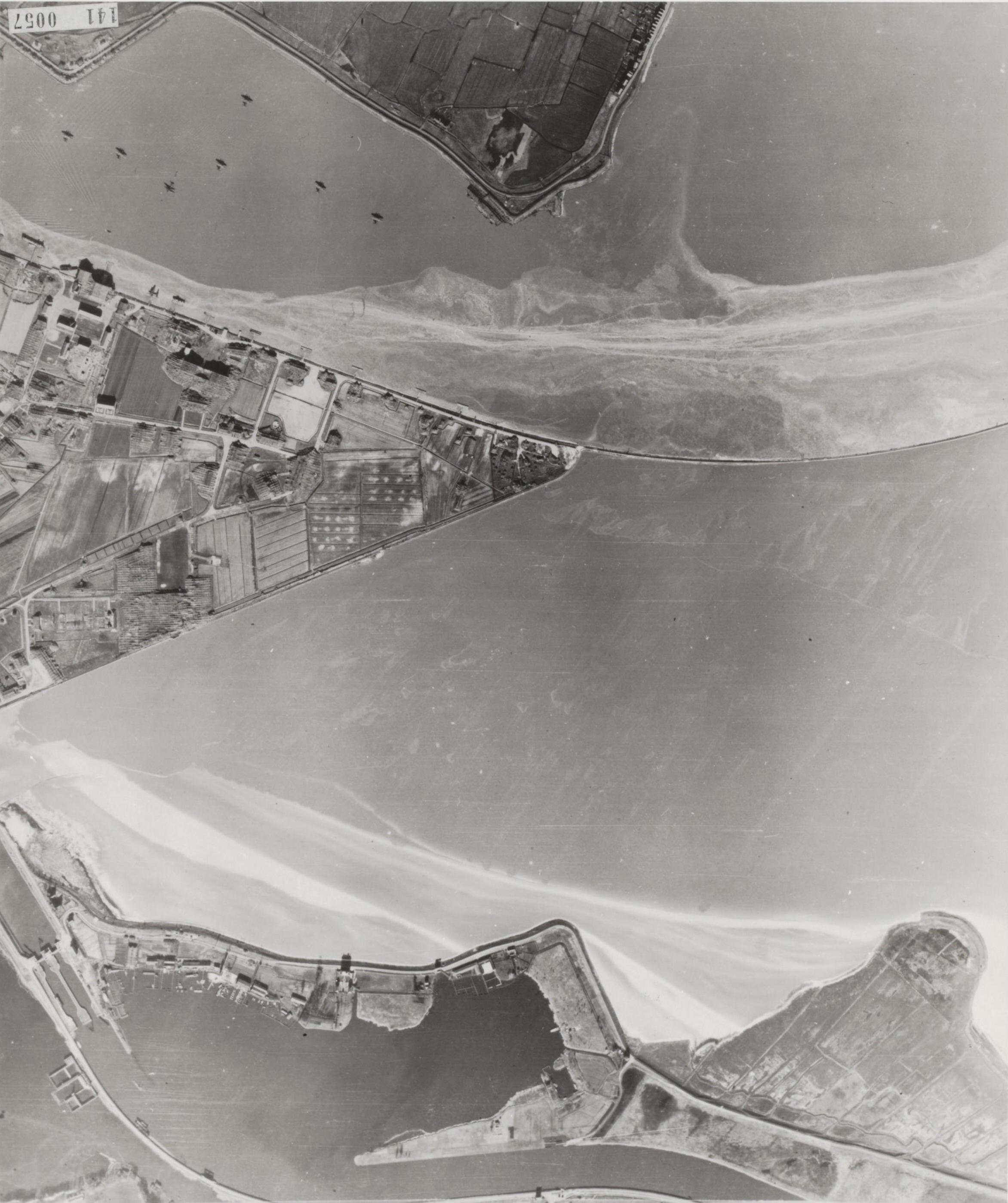
Luchtopname van Schellingwoude bij Amsterdam. De vliegtuigen liggen voor de veiligheid met ruime onderlinge afstand in het IJ.

Marinevliegkamp Schellingwoude was een haven voor watervliegtuigen van de Koninklijke Marine, gelegen op het kunstmatige eiland Zeeburg in het IJ ten oosten van Amsterdam. De naam dankt de marinehaven aan het dorp Schellingwoude dat even ten noorden van het eiland ligt. Het is in gebruik geweest van 1916 tot 1945.

## Oprichting
Eind 1916 vestigde de Koninklijke Marine op het Zeeburgereiland in het IJ bij Amsterdam een vliegkamp. Er was plaats voor niet al te grote watervliegtuigen. Er waren voorzieningen om de toestellen af te meren en op de wal te trekken en er was een houten hangar.
Toch speelde het vliegkamp na de oprichting van de Marine Luchtvaartdienst (MLD) in 1917 maar een ondergeschikte rol. Voor de vlieg- en waarnemeropleiding maakte de MLD namelijk vooral gebruik van vliegkamp De Mok op Texel. In 1922 werd een betonnen hangar gebouwd en werd de houten hangar een bestemming als werkplaats.
Tot de oorlog gebruikte bijna alleen Fokker het terrein. Op Texel vond de eindmontage plaats. Ook testte Fokker er nieuwe watervliegtuigen.
Vanaf 1928 vonden er ook civiele vluchten plaats omdat de haven niet volledig benut werd door de Marine. Dat was niet ongevaarlijk, want in de loop der jaren verongelukten er verschillende vliegtuigen.

## Uitbreiding in de Tweede Wereldoorlog

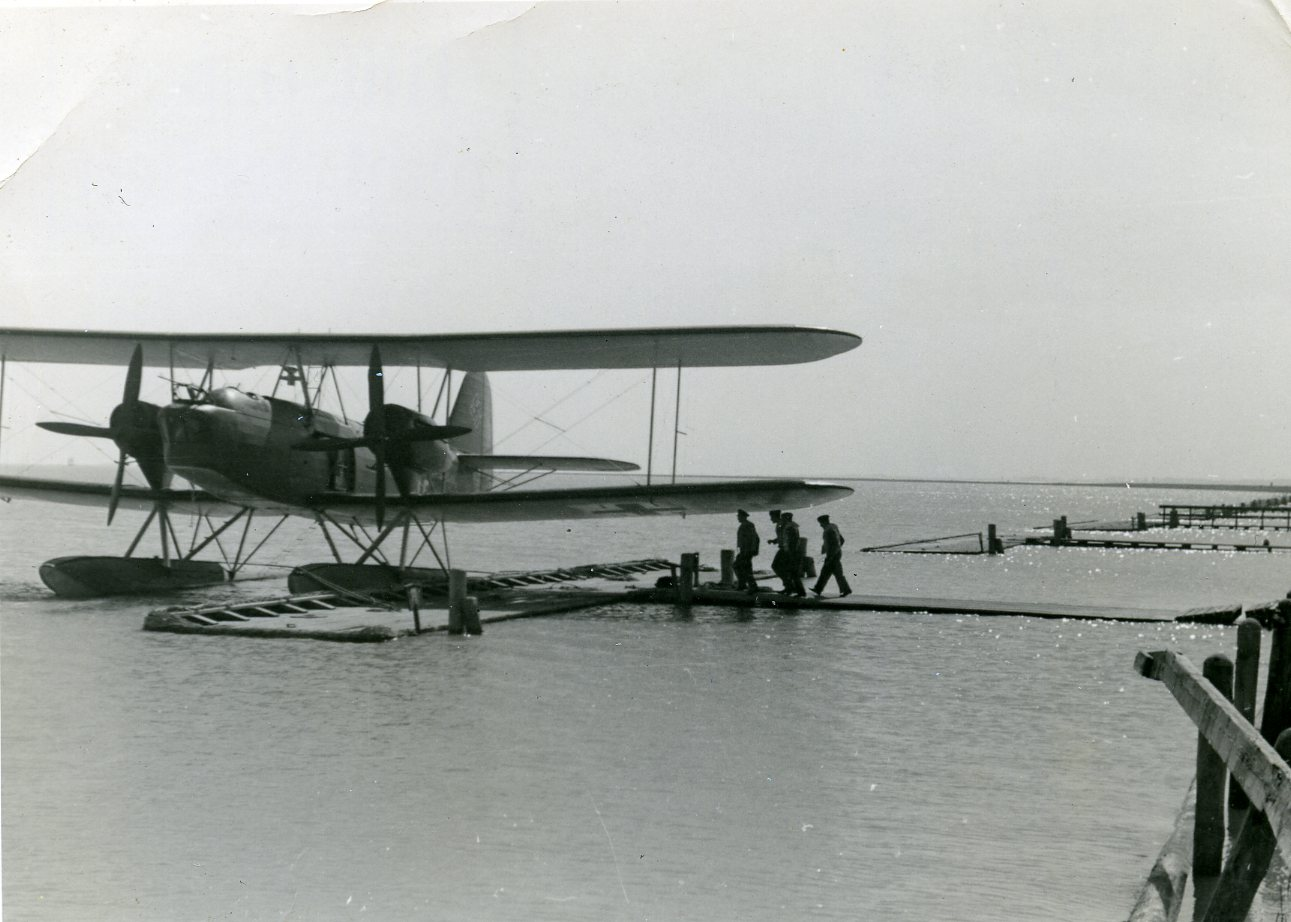
Een HE 59 van de 6. Seenotstaffel ligt aan een aanlegsteiger aan het Zeeburgereiland (1940/41)

Na de Duitse aanval op Nederland in 1940 besloot de Luftwaffe het vliegkamp uit te breiden. Eind 1942 was de infrastructuur aanzienlijk toegenomen. De meeste gebouwen, loodsen en onderkomens bevonden zich op het Zeeburgereiland. De aanlegsteigers lagen aan de noordoostelijke zijde van het eiland. Vliegtuigbemanningen en officieren kregen huisvesting in Amsterdam. De Duitsers brachten het grondpersoneel onder in barakken op de Seefliegerhorst zelf.
Tijdens de oorlog groeide Schellingwoude uit tot het belangrijkste steunpunt van de Seenotdienst van de Kriegsmarine in Nederland. Zo'n 25 vliegtuigen waren er gestationeerd. Als reddingsvliegtuigen werden vooral de Heinkel He 59 en de Dornier Do 24 ingezet. De Duitsers maakten de Heinkels eerst wit met rode kruizen en gaven ze een civiele registratie. De Heinkels kregen later toch camouflagekleuren en militaire kentekens. Dit was nadat de Britse regering rond juli 1940 had gezegd dat ze deze toestellen evengoed zouden neerschieten.

## Gevechtstaken
De Luftwaffe benutte de Amsterdamse waterbasis ook voor het uitvoeren van gevechtstaken. Met Heinkel He 115’s van onder meer de 3./Kfl.Gr. 906 en 3./Kfl.Gr. 106 legde de Luftwaffe mijnen voor de Britse kust. Ook maakten ze verkenningsvluchten boven de Noordzee en voerden ze bombardementen uit op Groot-Brittannië.
Ook maakten Dornier Do 18-vliegboten van onder meer 3./Kfl.Gr. 406 vanaf de Amsterdamse Seefliegerhorst langeafstandszeeverkenningen. Daarnaast legden ze mijnen in de Britse kustwateren.
Behalve toestellen van de Seenotdienst en de Küstenfliegergruppen opereerden ook watervliegtuigen van de Bordfliegerstaffeln vanaf Schellingwoude. De boordvliegtuigen van deze eenheden stonden aan boord van de grotere Duitse oorlogsschepen. Op Schellingwoude verbleven onder meer Arado Ar 196’s van de 1. Bo.Fl.St. 196. De waterbasis onderging diverse bombardementen en luchtaanvallen die nauwelijks schade aanrichtten.
Terwijl het eiland zwaar verdedigd werd door Flak, werd het zeker 16 keer aangevallen door geallieerde toestellen.

## Na de oorlog
Na de oorlog bleef het terrein tot begin jaren '80 in beheer bij het ministerie van Defensie. De Marine Inlichtingendienst was hier gevestigd en de brandblusopleiding van de Marine. De Koninklijke Landmacht vestigde er de school voor de Intendance. Pas na de aanleg van de Zuiderzeeweg in 1957 werden burgers toegelaten op het terrein. Het militair gebruik van het terrein eindigde in 1963, waarna het nog tot 1983 gebruikt is als opslagplaats door Domeinen. Aan het eind van de twintigste eeuw is het eiland onherkenbaar veranderd door de aanleg van civiele infrastructuur en de sloop van nagenoeg alle militaire gebouwen. Tegenwoordig herinneren alleen nog de toegangspoort en drie Duitse bunkers aan het voormalig gebruik.